# Carlotta Nwajide
Carlotta Nwajide (Hannover, 12 de julio de 1995) es una deportista alemana que compite en remo.
Ganó una medalla de plata en el Campeonato Mundial de Remo de 2018 y tres medallas en el Campeonato Europeo de Remo entre los años 2019 y 2021.
Participó en los Juegos Olímpicos de Tokio 2020, ocupando el quinto lugar en la prueba de cuatro scull.

## Palmarés internacional
| Campeonato Mundial | Campeonato Mundial | Campeonato Mundial | Campeonato Mundial |
| Año                | Lugar              | Medalla            | Prueba             |
| ------------------ | ------------------ | ------------------ | ------------------ |
| 2018               | Plovdiv (Bulgaria) | Medalla de plata   | Cuatro scull       |
| Campeonato Europeo |                    |                    |                    |
| Año                | Lugar              | Medalla            | Prueba             |
| 2019               | Lucerna (Suiza)    | Medalla de oro     | Doble scull        |
| 2020               | Poznań (Polonia)   | Medalla de plata   | Cuatro scull       |
| 2021               | Varese (Italia)    | Medalla de bronce  | Cuatro scull       |